# Zbigniew Skrudlik
Zbigniew Andrzej Skrudlik (Jasło, 12 maggio 1934) è un ex schermidore polacco, vincitore di una medaglia d'argento ed una di bronzo nella scherma ai giochi olimpici.